# 労働党 (メキシコ)

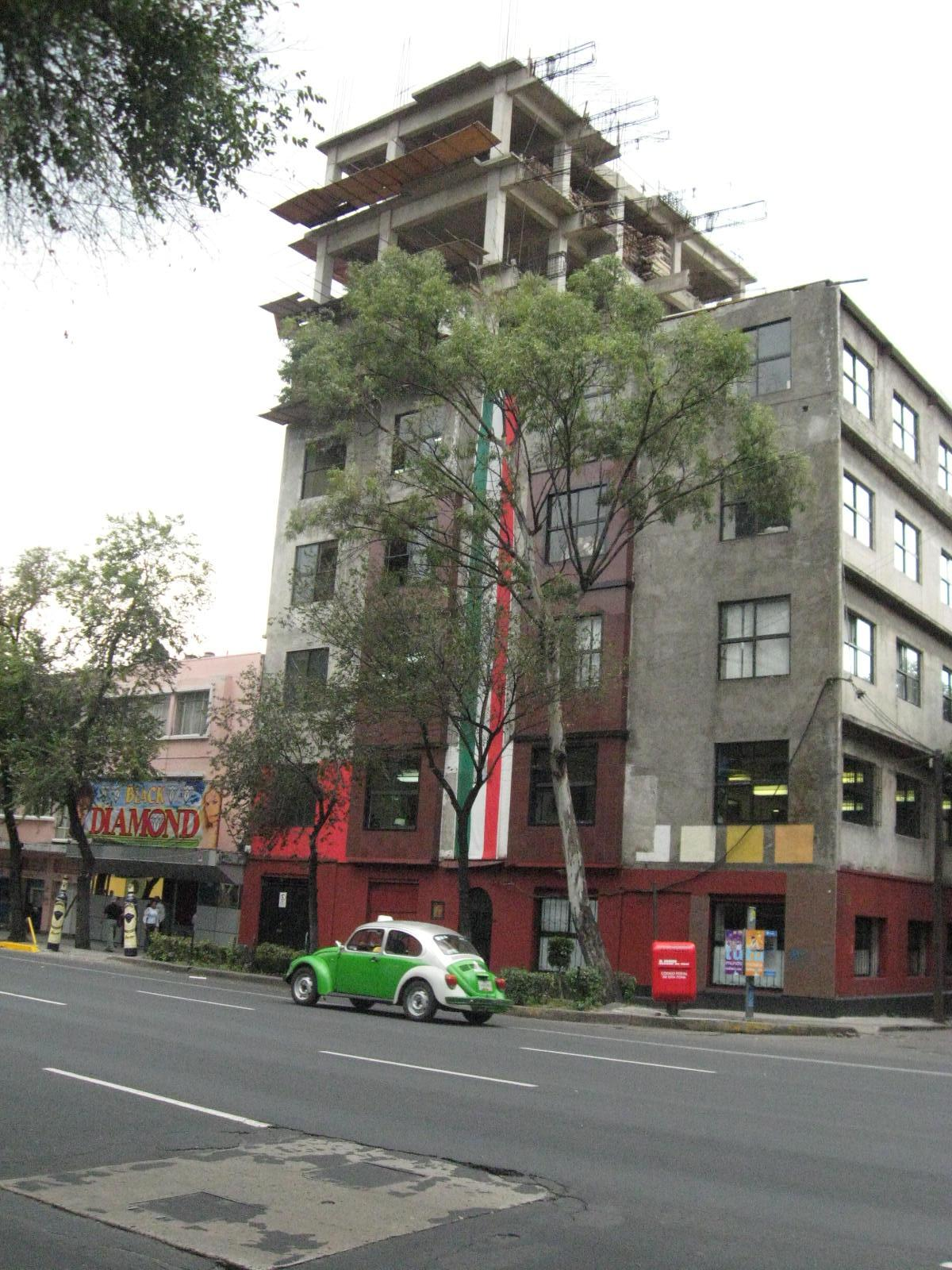
メキシコシティに所在する労働党中央委員会

労働党（ろうどうとう、英語：Labor Party、スペイン語：Partido del Trabajo、略称：PT）は、メキシコの政党。 毛派の活動家を中心として1990年12月8日に設立。現在の党首はアルベルト・アナヤ・グティエレス。翌年実施の国政選挙に初めて参加するも、議席獲得に必要な1.5％の得票率を得ることが出来なかった。
1994年の大統領選挙にもロザリオ・イバラが党公認で出馬するがクアウテモク・カルデナスに敗れる。1998年、サカテカス州で初めて民主革命党と選挙協力を行ったほか、2000年の総選挙では民主革命党率いる政党連合に参加、その結果上院に7名、下院に1名の議員がそれぞれ誕生した。
2003年に行われた下院選挙では民主革命党との選挙協力を解消、2.4%の得票率を得て500議席中6議席を獲得する。2005年11月、翌年に行われる大統領選挙でアンドレス・マヌエル・ロペス・オブラドール候補（民主革命党所属）への支持を表明。同年の議員選挙では上院に500議席中12議席、下院に128議席中3議席を獲得する。